# مجد عربشة
مجد عربشة مواليد 21 أبريل 1990 في دمشق، هو لاعب كرة سلة سوري. بدأ مسيرته الاحترافية في سنة 2010. يبلغ طوله 6 قدم 2 بوصة (1.9 م).

## روابط خارجية
- مجد عربشة على موقع ريلجم (الإنجليزية)
- مجد عربشة على موقع بروبوليرز (الإنجليزية)